# Processmodell
En processmodell är en grundprincip som används inom företagsekonomin. Den förekommer i olika former, exempelvis som en affärsprocess eller som en del av en förändringsprocess.

## Affärsprocess
En affärsprocess med hjälp av en visuell representation.
En processmodell kan fånga olika aspekter hos en affärsprocess, där de viktigaste är kontrollflöde, dataflöde och resursflöde. I ett kontrollflöde specificeras aktiviteter genom inbördes ordning. I ett dataflöde specificeras vilken data som insamlats och som sedan transformeras och transporteras mellan olika aktiviteter. I ett resursflöde specificeras vem eller vilka som kan utföra eller har ansvar för att utföra olika aktiviteter.
Nedan visas ett enkelt exempel på en processmodell som beskriver en orderhanteringsprocess. Rektanglarna beskriver aktiviteter som ingår i processen. Pilarna mellan rektanglarna visar kontrollflödet, d.v.s. i vilken ordning aktiviteterna skall utföras. Resursflödet ges genom de två "simbanorna" kundservice och lager som visar vilka aktörer som ansvarar för aktiviteterna. I detta diagram visas inte dataflödet.

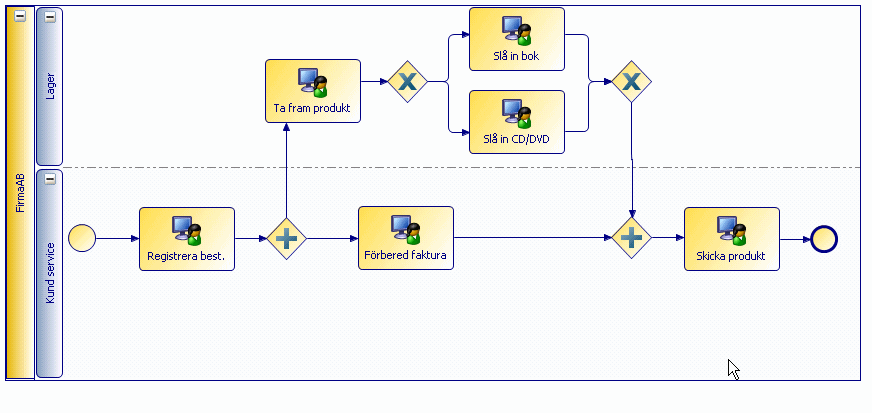
Exempel på processmodell

Det här diagrammet är uttryckt i språket BPMN (Business Process Modeling Notation) men det finns också många andra språk för processmodeller, till exempel UML aktivitetsdiagram och YAWL.
Med utgångspunkt från en processmodell kan man skapa stöd för att hantera en process i ett ärendehanteringssystem. 

## Förändring som process
En modell som är inriktad på (ändringens) förlopp. Där lägger man vikt vid förhållanden som påverkar förändringen. Exempel på när man använder sig av denna metod är vid konsultering, vilket skiljer sig från mer traditionsenliga former av rådgivning. Man kan använda sig av en metod, skapad av Kurt Lewin, bestående av åtta steg i tre grupper för att exemplifiera hur en förändringsprocess ser ut. 

### Upptiningsfasen
1. Skapa förståelse för förändringens nödvändighet
2. Sätta ihop en styrande koalition (styrgrupp)
3. Formulera en vision (önskvärd framtid) och strategi (vägen till framtiden)
4. Kommunicera förändringsvisionen
Under upptiningsfasen går man igenom de befintliga värderingarna och beteenden som finns för att skapa en förståelse vad organisationen vill ändra på och hur man ska kunna gå till väga för att nå de nya målen man satt upp för organisationen. Man skapar även en klar bild över hur ledarskapet ska se ut som ska formulera, samt kommunicera ut en ny vision. En förändring.

### Genomförande av förändringen
5. Styrka medarbetarnas handlingskompetens
6. Generera och lyfta fram kortsiktiga resultat
7. Konsolidering av resultat
Mellanfasen innebär att öva in den nya visionen samt strategin, alla medarbetare ska veta vilken roll de har. Och därmed bli mer handlingskompetenta, detta resulterar i en starkare och mer motiverad individ som får känsla av delaktighet inom organisationen. Interna motivationsfaktorer skapar en mer intresserad individ och en det kombinerat med externa motivationsfaktorer, exempelvis känslan att vara behövd, skapar en effektivare individ. Detta i sin tur genererar kortsiktiga resultat och förhoppningsvis konsolidering av resultat, det vill säga att resultatet ska verka för en stabil tillväxt. 

### Fastfrysning
8. Förankring av nya arbetssättet i den rådande kulturen.
Med hjälp av denna modell kan konsulten på ett metodiskt sätt jobba med den interna förändringsagenten. Den interna förändringsagenten har god kännedom om organisationen och konsulten kommer med nya infallsvinklar, kan vara mer kritisk och lägga fram förslag som är svårt att lägga fram internt. 

## Referenslista
1. ↑  ekonom., Lindkvist, Lars, 1953-, (2014). Organisationsteori : struktur, kultur, processer (6., rev. och aktualiserade uppl). Liber. sid. 291-292. ISBN 9789147111275. OCLC 941626303. https://www.worldcat.org/oclc/941626303
2. 1 2  ekonom., Lindkvist, Lars, 1953-, (2014). Organisationsteori : struktur, kultur, processer (6., rev. och aktualiserade uppl). Liber. sid. 292. ISBN 9789147111275. OCLC 941626303. https://www.worldcat.org/oclc/941626303
3. ↑  Gagné, Marylène; Deci, Edward L. (2005-06-01). ”Self-determination theory and work motivation” (på engelska). Journal of Organizational Behavior 26 (4):  sid. 356. doi:10.1002/job.322. ISSN 1099-1379. http://onlinelibrary.wiley.com/doi/10.1002/job.322/abstract. Läst 18 oktober 2017.
4. ↑  ekonom., Lindkvist, Lars, 1953-, (2014). Organisationsteori : struktur, kultur, processer (6., rev. och aktualiserade uppl). Liber. sid. 293. ISBN 9789147111275. OCLC 941626303. https://www.worldcat.org/oclc/941626303